# Panagiōtīs Lafazanīs
Panagiōtīs Lafazanīs (in greco: Παναγιώτης Λαφαζάνης, AFI: [panaˈʝotis lafaˈzanis]; Elefsina, 19 novembre 1951) è un politico greco, cofondatore del partito di Unità Popolare, di cui è il presidente dal 21 agosto del 2015.
Laureatosi in matematica all'Università di Atene, Lafazanis cominciò a muovere i propri passi in politica quand'era ancora uno studente universitario, militando nella Lega Giovanile Comunista Greca (OKNE). In seguito, si distinse come uno degli esponenti di spicco del cosiddetto "KKE dell'interno" (ΚΚΕ εσωτερικού), la fazione interna eurocomunista del Partito Comunista di Grecia, della quale seguì la scissione dal KKE per costituirsi nella Coalizione della Sinistra, dei Movimenti e dell'Ecologia nel 1992, di cui fu membro della segreteria politica.
Fu eletto per la prima volta, in qualità di Deputato al Parlamento Ellenico per il collegio Pireo B, alle elezioni legislative del 2000 e venne rieletto alle successive elezioni del 2004, del 2009 (da quest'ultime in poi tramite il neonato SYRIZA, sorto inizialmente come un cartello elettorale comprendenti il suo partito e svariate altre formazioni minori della sinistra ellenica e divenuto poi un partito a tutti gli effetti), del maggio e del giugno 2012 ed infine del gennaio 2015.
Durante la legislatura del biennio 2012-2014, ricoprì l'incarico di portavoce parlamentare di SYRIZA, oltreché quello di membro della Commissione speciale permanente sulle Istituzioni e la Trasparenza. A seguito poi delle elezioni legislative del gennaio 2015, fu nominato ministro della Ricostruzione della Produzione, dell'Ambiente e dell'Energia del primo governo Tsipras il 27 gennaio del medesimo anno. 
Nelle file di SYRIZA, Lafazanis si segnalò sin da subito quale capofila della corrente di sinistra interna di Piattaforma della Sinistra, spesso trovandosi coinvolto in accese dispute con il più moderato Alexīs Tsipras su svariate tematiche, prime fra tutte l'annosa trattativa con l'UE sul debito pubblico greco, e relative richieste di riforme d'austerità da parte della stessa, e la questione della permanenza stessa della Grecia nell'Eurozona, sulla quale Lafazanis e la sua area sono noti per l'esser schierati a oltranza per una sua uscita.
L'11 luglio 2015, contestò pubblicamente la scelta del suo partito di formare una coalizione di governo con il partito di destra Greci Indipendenti (ANEL), scelta dettata dalla necessità di conseguire in Parlamento la maggioranza relativa espressamente richiesta dalla Costituzione ellenica per poter governare, motivo per cui s'astenne polemicamente dal voto sull'approvazione delle misure di austerità per il nuovo piano di salvataggio dell'Eurozona.
Nel rimpasto di governo del 17 luglio 2015, date le posizioni sue e della sua area in forte rotta di collisione ormai con la maggioranza del suo partito, Lafazanis venne rimosso dal suo incarico di Ministro della Ricostruzione della Produzione, dell'Ambiente e dell'Energia e sostituito pertanto da Panos Skourletis: sarà l'unico Ministro, nel nuovo rimpasto del governo Tsipras, a venir esautorato (tolto il caso di Gianīs Varoufakīs, dimessosi da Ministro delle Finanze per facilitare le trattative tra l'Eurogruppo e il governo in occasione della firma del secondo memorandum).
Figurò dunque tra i fondatori del partito di Unità Popolare, sorto il 21 agosto del 2015 dalla scissione della sua area Piattaforma della Sinistra dall'effettivo di SYRIZA.